# Cis (Trento)
Cis és un municipi italià, dins de la província de Trento. L'any 2007 tenia 306 habitants. Limita amb els municipis de Bresimo, Caldes, Cles i Livo.

## Administració
| Període | Identitat      | Partit        |
| ------- | -------------- | ------------- |
| 2005-   | Giuseppe Dapoz | Llista cívica |